# Szubienik
Szubienik – przysiółek wsi Dąbrówka Dolna w Polsce położony w województwie opolskim, w powiecie namysłowskim, w gminie Pokój.